# The Best Band You Never Heard in Your Life
A The Best Band You Never Heard in Your Life Frank Zappa utolsó, 1988-as turnéjának különböző helyszínein felvett dupla koncertalbuma, 1991-ben jelent meg. A turnéról kiadott három album közül ezen található a legtöbb feldolgozás.

## A Broadway The Hard Way turné
Zappa már az 1984-es (húszéves jubileumi) turnéját is az utolsónak tervezte ("az utolsó turné utolsó dala" – olvasható az 1984-es Does Humor Belong in Music? kísérőfüzetében a záródalnál), de már az 1982-es koncertsorozat után is nagyon keserűen nyilatkozott a koncertezésről: akkor több fellépést tettek lehetetlenné különböző lázadások, rendbontások vagy rendőri beavatkozások. Ezek után nagy meglepetést és várakozást keltett, hogy 1987 őszén újra próbálni kezdett és meghallgatásokat tartott egy majdani zenekar zenészeit keresve.
A terve egy nagy, sok fúvóssal kiegészített zenekar felállítása volt, a kezdeti próbák idején a korábbi zenésztársak közül Tommy Mars, Flo & Eddie vagy Ray White is felbukkant, ők végül mégsem lettek részei a csapatnak. A csapat magját többé-kevésbé a 84-es felállás adja, de érdekesség például, hogy a régi nagy nevek közül a 72-74-es együttműködések után újra Zappánál zenél Bruce Fowler harsonás.
A turnét Broadway The Hard Way címmel promotálták, a zenekar februártól júniusig Amerika nyugati parti helyszíneitől eljutott Európáig (hozzánk legközelebb Bécsben játszottak '88 májusában). Zappa (a korábbi évekhez képest mindenképpen) viszonylag kevesebb időt töltött a zenekarral, a próbákat Scott Thunes basszusgitáros vezette, az ő megosztó személyisége azonban lassan maradandó nyomokat hagyott mindenkiben: a feszültségek növekedtével a zenekar kijelentette, hogy nem hajlandóak vele játszani – ez azonban a csapat és a turné végét is jelentette. Erről a koncertsorozatról a Broadway the Hard Way (1988) után nem sokkal jelent meg a The Best Band You Never Heard In Your Life (1991), majd a Make a Jazz Noise Here (1991), mindkettő dupla CD. Mindhárom kiadvány kísérőfüzetében ez olvasható:
Minden dal élő felvétel, semmiféle utólagos korrekciót nem tartalmaz.

## A lemezről
A lemez címe ("The Best Band" – a legjobb zenekar) egyben Zappa véleményét is kifejezi az adott felállással kapcsolatban: nagyon elégedett volt a csapatával, büszke volt zenészeinek képességeire. Többször utalt rá hogy gyakorlatilag "bármit el tudnak játszani", ezt (is) illusztrálja ezen a lemezen a meglepően sok feldolgozás: a Ring of Fire Johnny Cash dala, rendszerint a ráadásban hangzott el a Bolero, a Purple Haze és a Sunshine of Your Love diszkó-verziója egy-egy fricska a rock korai ikonjai felé, felbukkan a Keresztapa főcímzenéje is, az albumot pedig a Led Zeppelin-klasszikus, a Stairway to Heaven zárja. Ebben a feldolgozásban míg a dal elejét gyakorlatilag szétszedik, végignevetik a zenészek, addig a második részben az eredeti gitárszólamnak egy bravúr-verzióját halljuk: Jimmy Page szólóját az öttagú fúvósszekció (!!!) hangról hangra, lélegzetelállító tempóban, tökéletesen együtt játssza el.
A megjelenéskor Zappa kiadójának rögtön két problémával is szembe kellett néznie: a Bolero az Európában hatályos szerzői jogi törvények értelmében nem közkincs, így az album európai változatáról le kellett venni.
Az első kiadások borítóján látható, a zenekart ábrázoló fényképről pedig az derült ki, hogy Zappáék a képet a fotós engedélye nélkül használták fel, ezt ezért először egy fekete foltra cserélték. A későbbi, 1995-ös kiadásokra már a CD japán kiadásának borítója került, ami a Zappának korábban is sok albumborítót készítő Cal Schenkel munkája. A fenti okokból szerepel japán felirat a CD aktuális kiadásán.

## A lemez számai
A másként feltüntetetteken kívül minden darab Frank Zappa szerzeménye.

### Első CD
1. "Heavy Duty Judy" – 6:04
2. "Ring of Fire" (Merle Kilgore, June Carter) – 2:00
3. "Cosmik Debris" – 4:32
4. "Find Her Finer" – 2:42
5. "Who Needs the Peace Corps?" – 2:40
6. "I Left My Heart in San Francisco" (George C. Cory, Jr., Douglas Cross) – 0:36
7. "Zomby Woof" – 5:41
8. "Boléro" (Maurice Ravel) – 5:19 (Az album európai kiadásain nem szerepel);
9. "Zoot Allures" – 7:07
10. "Mr. Green Genes" – 3:40
11. "Florentine Pogen" – 7:11
12. "Andy" – 5:51
13. "Inca Roads" – 8:19
14. "Sofa No. 1" – 2:49

### Második CD
1. "Purple Haze" (Jimi Hendrix) – 2:27
2. "Sunshine of Your Love" (Pete Brown, Jack Bruce, Eric Clapton) – 2:30
3. "Let's Move to Cleveland" – 5:51
4. "When Irish Eyes Are Smiling" (Ernest Ball, George Graff, Chancellor Olcott) – 0:46
5. ""Godfather Part II" Theme" (Nino Rota) – 0:30
6. "A Few Moments with Brother A. West" (Brother A. West, Zappa) – 4:00
7. "The Torture Never Stops, Pt. 1" – 5:19
8. "Theme from "Bonanza"" (Ray Evans, Jay Livingston) – 0:28
9. "Lonesome Cowboy Burt" (Swaggart version) – 4:54
10. "The Torture Never Stops, Pt. 2" – 10:47
11. "More Trouble Every Day" (Swaggart version) – 5:28
12. "Penguin in Bondage" (Swaggart version) – 5:05
13. "The Eric Dolphy Memorial Barbecue" – 9:18
14. "Stairway to Heaven" (Jimmy Page, Robert Plant) – 9:19

## A zenészek
- Frank Zappa – szólógitár, ének
- Kurt McGettrick – baritonszaxofon
- Scott Thunes – basszusgitár
- Albert Wing – tenorszaxofon
- Ed Mann – ütőhangszerek
- Chad Wackerman – dobok
- Ike Willis – gitár, ének
- Paul Carman – altszaxofon
- Walt Fowler – trombita
- Mike Keneally – szintetizátor, ének, gitár
- Bruce Fowler – harsona
- Robert Martin – billentyűk, ének

## Külső hivatkozások
- Dalszövegek és információk – az Information Is Not Knowledge honlapon
- A kiadás részletei – a Zappa Patio oldalon
- The Frank Zappa 1988 Tour Project – Pat Buzby 88-as turné adatbázisa
- 1988 Was A Million Years Ago – Mike Keneally gitáros turnénaplója